# 信夫大橋
信夫大橋（しのぶおおはし）は、福島県福島市にある道路橋。

## 概要
- 全長…194.0 m
- 全幅…10.8 m×2
- 形式…7径間PCT桁橋
- 竣工…1967年（下り） 1975年（上り）

阿武隈川水系松川に架かり、国道13号を通す。1961年から行われた国道13号の大改修に伴い建設された。南岸は福島市御山字松川原、北岸は福島市御山字前田。
現在は上下線片側2車線で供用されており、両側に歩道が整備されている。2003年に高欄の更新工事を行ったが、その後2006年に起こった自動車事故がきっかけとなりアンカーボルトの長さ不足が発覚した。
2012年3月16日、歩行者や自転車の安全性を確保するため歩道の幅員が2.25 mから3.5 mに拡大され、車道との間の防護柵も設置された。

## 周辺
- ヤマダデンキ家電住まいる館YAMADA福島店
- コープふくしまやのめ店
- 壁谷沢交差点
- 松川運動公園

## 参考資料
1. ↑  国土交通省東北地方整備局記者発表（2006年（平成18年）7月3日）

座標: 北緯37度46分57秒 東経140度27分51秒 / 北緯37.78239度 東経140.46403度